# Чемпионат Европы по фехтованию 2000
Чемпионат Европы по фехтованию в 2000 году прошёл с 3 по 9 июля в Фуншале (Португалия). Поединков за третье место в индивидуальном первенстве не проводилось; бронзовые медали получали оба спортсмена, проигравшие полуфинальные бои.

## Общий медальный зачёт
| Место | Страна      | Золото | Серебро | Бронза | Всего |
| ----- | ----------- | ------ | ------- | ------ | ----- |
| 1     | Россия      | 5      | 2       | 3      | 10    |
| 2     | Франция     | 2      | 1       | 1      | 4     |
| 3     | Польша      | 1      | 1       | 2      | 4     |
| 4     | Испания     | 1      | 1       | 1      | 3     |
| 5     | Италия      | 1      | 0       | 3      | 4     |
| 6     | Португалия  | 1      | 0       | 1      | 2     |
| 7     | Швейцария   | 1      | 0       | 0      | 1     |
| 8     | Румыния     | 0      | 2       | 0      | 2     |
| 9     | Венгрия     | 0      | 1       | 2      | 3     |
| 9     | Германия    | 0      | 1       | 2      | 3     |
| 11    | Австрия     | 0      | 1       | 1      | 2     |
| 12    | Беларусь    | 0      | 1       | 0      | 1     |
| 12    | Эстония     | 0      | 1       | 0      | 1     |
| 14    | Азербайджан | 0      | 0       | 1      | 1     |
| 14    | Украина     | 0      | 0       | 1      | 1     |
| Всего | Всего       | 12     | 12      | 18     | 42    |

## Медалисты

### Мужчины
| Дисциплина                  | Золото                                                                            | Серебро                                                                                | Бронза                                                                              |
| --------------------------- | --------------------------------------------------------------------------------- | -------------------------------------------------------------------------------------- | ----------------------------------------------------------------------------------- |
| Шпага Личное первенство     | Павел Колобков                                                                    | Кайдо Кааберма                                                                         | Кристиан Кульчар Кристоф Марик                                                      |
| Шпага Командное первенство  | Франция · Франц Филипп · Бенуа Жанвье · Седрик Пиллак · Реми Дельомм              | Испания · Эдуардо Сепульведа Пуэрто · Хосе Луис Абахо · Роберто Кантеро · Мигель Гомес | Германия · Свен Шмид · Оливер Люкке · Фабиан Шмидт · Патрик Дренерт                 |
| Рапира Личное первенство    | Сальваторе Санцо                                                                  | Йоханнес Крюгер                                                                        | Лоик Аттели Жуан Гомиш                                                              |
| Рапира Командное первенство | Португалия · Уго Миранда · Жуан Гомиш · Алваро Монтейро · Марко Гонсалвес         | Австрия · Йоахим Вендт · Михаэль Лудвиг · Марко Фалькетто · Герд Зальбрехтер           | Италия · Сальваторе Санцо · Габриэле Маньи · Даниэле Кроста · Маттео Дзеннаро       |
| Сабля Личное первенство     | Сергей Шариков                                                                    | Алексей Фросин                                                                         | Фернандо Касарес Станислав Поздняков                                                |
| Сабля Командное первенство  | Россия · Сергей Шариков · Алексей Фросин · Станислав Поздняков · Александр Ширшов | Беларусь · Иван Филимонов · Дмитрий Лапкес · Александр Суримто · Денис Степанов        | Украина · Вадим Гутцайт · Владимир Калюжный · Владимир Лукашенко · Владимир Христик |

### Женщины
| Дисциплина                  | Золото                                                                             | Серебро                                                                   | Бронза                                                                              |
| --------------------------- | ---------------------------------------------------------------------------------- | ------------------------------------------------------------------------- | ----------------------------------------------------------------------------------- |
| Шпага Личное первенство     | Роса Мария Кастильехо                                                              | Ольга Цыган                                                               | Хайналька Кирай Моника Мацеевска                                                    |
| Шпага Командное первенство  | Швейцария · Софи Ламон · Диана Романьоли · Гианна Хаблютцель-Бюрки · Табеа Штеффен | Венгрия · Адриенн Хормай · Хайналька Кирай · Хайналька Тот · Рената Фодор | Германия · Марияна Маркович · Изабель Хамель · Патриция Осычка · Катрин Хольц       |
| Рапира Личное первенство    | Сильвия Грухала                                                                    | Река Сабо                                                                 | Белла Нусуева Екатерина Юшева                                                       |
| Рапира Командное первенство | Россия · Екатерина Юшева · Светлана Бойко · Ольга Шаркова · Белла Нусуева          | Румыния · Роксана Скарлат · Река Сабо · Лаура Бадя · Клаудия Григореску   | Польша · Сильвия Грухала · Барбара Вольницка · Малгожата Войтковяк · Алисья Крычало |
| Сабля Личное первенство     | Анне-Лиз Туйя                                                                      | Елена Нечаева                                                             | Джойа Марцокка Елена Жемаева                                                        |
| Сабля Командное первенство  | Россия · Елизавета Горст · Ирина Баженова · Наталья Макеева · Елена Нечаева        | Франция · Анне-Лиз Туйя · Сесиль Аржоля · Магали Каррье ·                 | Италия · Илария Бьянко · Анна Ферраро · Джойа Марцокка · Алессия Тоньолли           |